# Туристичка организација општине Брус
| Туристичка организација општине Брус |                                      |
|                                      |                                      |
|                                      |                                      |
| Оснивач:                             | Општина Брус                         |
| Основана:                            | 1994.                                |
| Седиште:                             | Братиславе Петровић 15 · Брус Србија |
| Директор:                            | Јелена Радуловић                     |
| Веб презентација                     | Званична презентација                |

Туристичка организација општине Брус је једна од јавних установа општине Брус, основана одлуком Скупштине општине Брус 14. јула 1994. године.
Туристичка организација је основана са циљем да врши послове развоја туризма, очувања и заштите туристичке вредности на територији општине Брус, као и да врши друге послове од значаја за развој информативно–пропагандне и промотивне делатности, у туризму општине Брус. 
ТО општине Брус врши и друге послове утврђене Законом о туризму, Статутом и Одлуком о оснивању Т.О.О. Брус.

## Туристички Центар Брзеће
Туристички центар Брзеће се налази на 1100 и 1200 метара надморске висине. У непосредној близини регионалног путног правца Брус—Kопаоник и Брус—Блажево, удаљен од Бруса 18km, а од врха Kопаоника 12km.
Повољан географски положај и природни услови које пружа Kопаоник омогућили су да се код нас озбиљно развије планински туризам. Брзеће данас има преко 6000 лежаја у хотелском и апартманском смештају, са преко 100.000 ноћења туриста годишње.
Новоизграђена годола Брзеће—Мали Kараман укупне је дужине 3741m, и њоме се савладава висинска разлика од 843m. Састоји се од 28 стубних места и 74 најмодерније кабине. Свака кабина понаособ има капацитет за 10 путника, који целу трасу прелазе за 12 до 15 минута вожње, а све у зависности од временских услова.

## Манифестације
Туристичка организација је организатор или суорганизатор више манифестација на територији општине Брус:
- Дани Преображења
- Мој град-леп град
- Златне руке Бруса
- Матурантски плес
- Пливање за Часни Kрст
- Дани вргања
- Дани боровнице
- Игре на води
- Шампионат Србије на брдским стазама-Ауто трка Брзеће-Ђерекаре
- Бруски котлић